# Pygarrhichinae
Pygarrhichinae es una subfamilia —o la tribu Pygarrhichadini, dependiendo del autor considerado— de aves paseriformes perteneciente a la familia Furnariidae, que incluye a tres géneros con seis especies y cuya agrupación ha sido propuesta con base en estudios recientes. Sin embargo, esta agrupación no ha sido adoptada todavía por las principales clasificaciones. Son nativas de América del Sur, donde se distribuyen de forma discontinua en la cuenca amazónica (una especie) y a lo largo de la cordillera de los Andes y adyacencias (las restantes), desde el sur de Perú hasta Tierra del Fuego.

## Etimología
El nombre de la subfamilia o de la tribu deriva del género tipo: Pygarrhichas Burmeister, 1837, que etimológicamente deriva del griego «πυγη pugē»: rabadilla, y «αρριχος arrhikhos»: cesta de mimbre.

## Taxonomía
Estudios genético moleculares recientes de Moyle et al (2009) y Derryberry et al (2011), indican que la especie Pygarrhichas albogularis  está hermanada a un grupo que incluye Microxenops milleri y Ochetorhynchus. Los estudios de Ohlson et al (2013) propusieron la inclusión de los tres géneros en una subfamilia Pygarrhichinae propuesta por el ornitólogo alemán Hans Edmund Wolters en 1977.
El Comité de Clasificación de Sudamérica (SACC) propuso y aprobó dividir a la familia Furnariidae en tres subfamilias: Sclerurinae, basal a todos los furnáridos, Dendrocolaptinae (los trepatroncos) y Furnariinae; posteriormente se reorganizó la secuencia linear de géneros de acuerdo con los amplios estudios filogenéticos de Derryberry et al. (2011). También se propone dividir a Furnariinae en cinco o seis clados o tribus: Xenopini (a quien algunos autores tratan como subfamilia o hasta como familia separada), Berlepschiini, el presente clado como Pygarrhichadini, Furnariini, Philydorini y Synallaxini, como adoptado por Aves del Mundo (HBW).

## Géneros
Según el ordenamiento propuesto la subfamilia —o la tribu— agrupa a los siguientes géneros:
- Microxenops
- Pygarrhichas
- Ochetorhynchus

El Comité Brasileño de Registros Ornitológicos (CBRO) ha adoptado este ordenamiento, con el grado de subfamilia para el presente clado, a partir de la Lista comentada de las aves de Brasil 2015.